# Stjepan Hauser
Stjepan Hauser (Pula, 15 juni 1986) is een Kroatisch cellist. Samen met de Sloveen Luka Šulić vormde hij het duo 2Cellos.